# Deepak Valerian Tauro
Deepak Valerian Tauro (ur. 2 sierpnia 1967 w Chikmagalurze) – indyjski duchowny rzymskokatolicki, biskup pomocniczy Delhi od 2021.

## Życiorys

### Prezbiterat
Święcenia kapłańskie przyjął 10 maja 1996 i został inkardynowany do diecezji Muzaffarpur. Był m.in. rektorem niższego seminarium, sekretarzem regionalnej rady biskupów BIJHAN, a także ojcem duchownym i rektorem Kolegium św. Alberta w Ranchi.

### Episkopat
16 lipca 2021 roku papież Franciszek mianował go biskupem pomocniczym Delhi ze stolicą tytularną Buleliana. Sakry udzielił mu 29 września 2021 arcybiskup Vincent Conçessao.